# 6205 Menottigalli
A 6205 Menottigalli (ideiglenes jelöléssel 1983 OD) a Naprendszer kisbolygóövében található aszteroida. Edward L. G. Bowell fedezte fel 1983. július 17-én.